# Midge Lake
Der Midge Lake (englisch für Mückensee) ist ein bogenförmiger See auf der Livingston-Insel im Archipel der Südlichen Shetlandinseln. Auf der Byers-Halbinsel liegt er auf der Nordwestseite des Chester Cone.
Die Benennung nahm das UK Antarctic Place-Names Committee im Jahr 1977 vor. Namensgebend sind Zuckmücken der Art Belgica antarctica, deren Imagos in den antarktischen Sommermonaten das Seeufer besiedeln.